# Osmičetní
Osmičetní (Octocorallia) jsou jedna z hlavních skupin korálnatců (Anthozoa), v taxonomické klasifikaci uváděná na úrovni podtřídy nebo třídy. Obecně jde o velmi rozmanitou skupinu s mnoha ozdobnými zástupci, z nichž ceněný je zvláště korál červený (Corallium rubrum).
Jméno jim vynesla skutečnost, že mívají osm zpeřených a dutých chapadel (resp. počet chapadel v násobcích tohoto čísla) a také osm kompletních přepážek v gastrovaskulární dutině neboli láčce. Polypi všech zástupců žijí koloniálně; mohou se proto i specializovat, např. u pérovníků (Pennatulacea) s kolonií tvořenou stonkem, živnými autozooidy a sifonozooidy zajišťujícími proudění vody. Osmičetní si mohou vytvářet vnitřní kostry z proteinů zvaných gorgoniny nebo uhličitanu vápenatého (v mezoglee mívají malé vápenaté destičky různých tvarů a barev). Kostry často bývají větvené či bičovité, korálnatcovití (Helioporidae) ale produkují mohutné vápenaté kostry podobné těm u šestičetných větevníků. Někteří osmičetní pevnou kostru postrádají a oporu jim poskytuje nasávaná voda. U některých druhů se objevuje bioluminiscence. Někteří také produkují biologicky aktivní látky, jako prostaglandiny, diterpeny a antimikrobiální sloučeniny.
Systematika osmičetných byla relativně problematická a počet nižších taxonů proměnlivý. Od 80. let 20. století se ujalo dělení na Pennatulacea (pérovníci), Helioporacea (tzv. „modří koráli“, patřili sem výše uvedení korálnatcovití) a Alcyonacea (všichni ostatní včetně rohovitek, více než 3 000 druhů), přičemž Alcyonacea byli následně na základě stavby kolonií děleni do taxonů jako Calcaxonia, Holaxonia, Scleraxonia, Alcyoniina, Stolonifera a Protoalcyonaria. Na základě molekulární fylogenetiky vyšlo najevo, že požadavek na monofyletismus neplní nejen toto dělení, ale i systém na úrovni čeledí. Rozsáhlá revize systematiky osmičetných byla publikována v roce 2022 a mj. zavedla dělení na pouhé dva řády, Malacalcyonacea a Scleralcyonacea. Osmičetní sami jsou zřejmě monofyletická skupina sesterská vůči šestičetným (Hexacorallia) a červnatcům (Ceriantharia).